# Urgleptes celtis
Urgleptes celtis är en skalbaggsart som först beskrevs av Schaeffer 1905.  Urgleptes celtis ingår i släktet Urgleptes och familjen långhorningar. Inga underarter finns listade i Catalogue of Life.